# 에당 코조

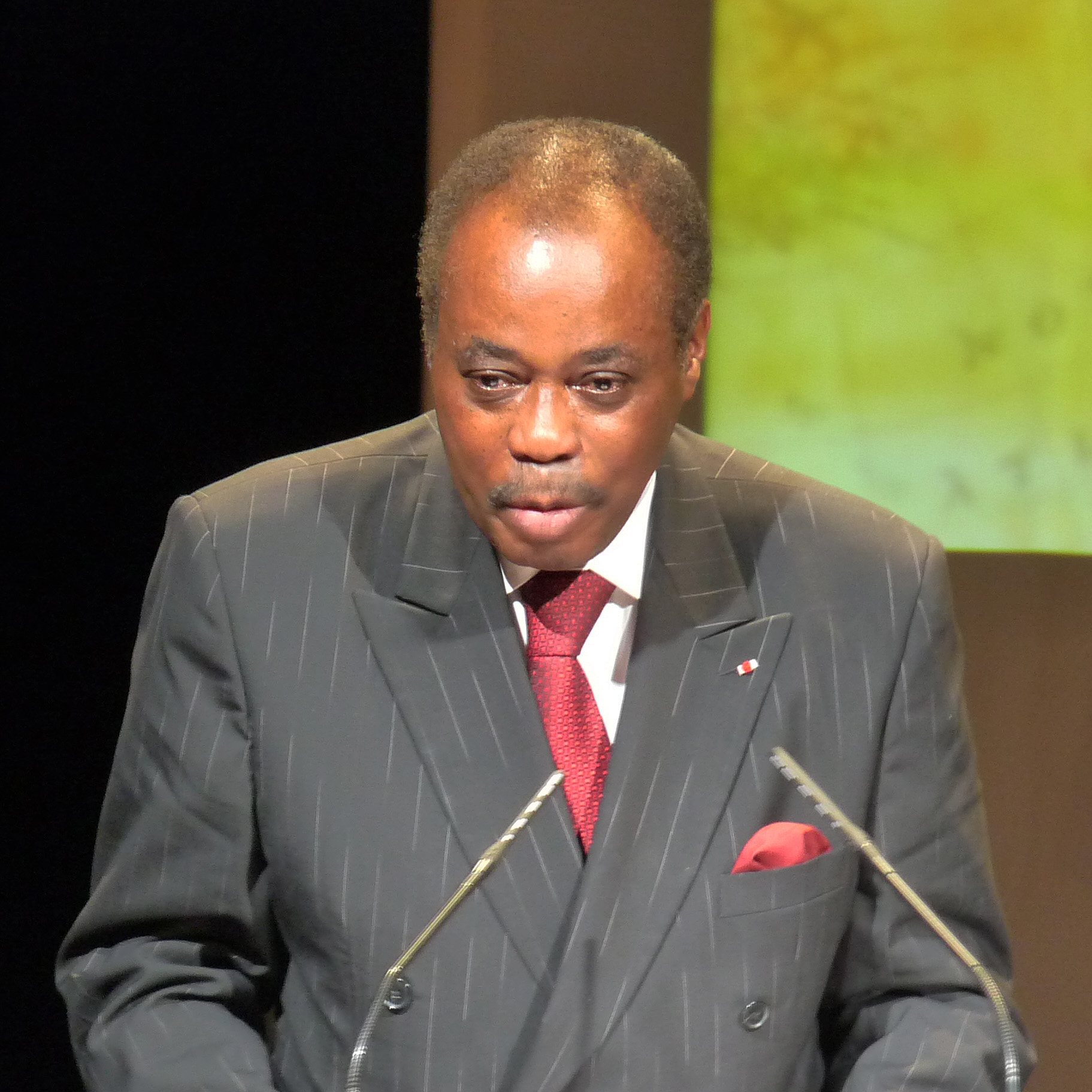

에당 코조(Édouard Kodjovi Kodjo, 1938년 5월 23일 ~ 2020년 4월 11일)는 토고의 정치인이며, 2005년부터 2006년까지 토고의 총리를 지냈다. 1973년부터 1976년까지 재정부 장관을 지냈고, 1976년부터 1978년까지 외무부 장관을 지냈다. 1978년부터 1983년까지는 OAU의 Secretary-General을 지냈다.
그는 2006년 FIFA 월드컵에서 토고 축구단 팀이 사퇴하려는 데 대하여 "조국에 대한 애국심도 없느냐?"라고 비난하였다.